# Bartolomeu Fernandes dos Mártires

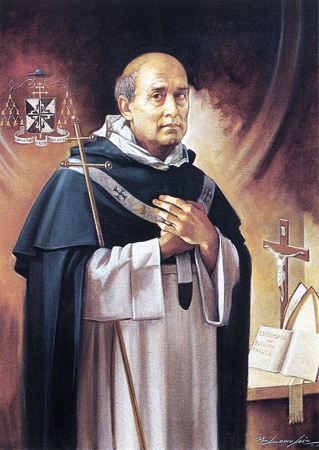
Der Heilige Bartholomäus von den Märtyrern

Bartolomeu Fernandes dos Mártires (deutsch: von den Märtyrern) (latinisiert: a Martyribus) (* 14. Mai 1514 in Lissabon, Portugal; † 16. Juli 1590 in Viana do Castelo, Portugal), OP, war ein portugiesischer Geistlicher, der vor allem als Mönch, Erzbischof und geistlicher Schriftsteller bekannt war.
Von 1559 bis 1580 war er Erzbischof von Braga. Er gilt seit 2019 als Heiliger.

## Leben und Wirken

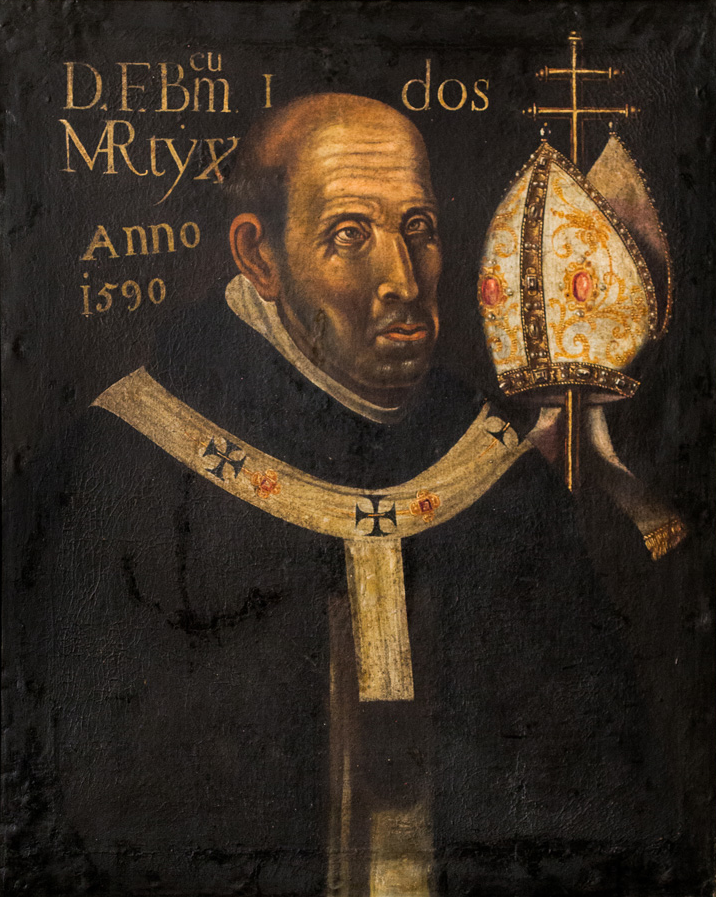
Zeitgenössisches Porträt aus dem Todesjahr, Galerie der Erzbischöfe von Braga

Bartholomeu Fernandes, wie er mit bürgerlichem Namen hieß, wurde in Lissabon geboren und in der Kirche der Märtyrer (Basilica de Nossa Senhora dos Mártires) getauft, daher erhielt er den Beinamen dos Mártires. Sein Taufbecken kann heute noch in der Kirche besichtigt werden.
1528 trat er dem Dominikanerorden bei und hatte am 20. November 1529 seine Profess als Mönch. Seine theologischen und philosophischen Studien schloss er mit Auszeichnung ab. 1531 erfolgte die Promotion zum Doktor der Theologie. Fortan war als Tutor bzw. Lehrer für Philosophie und Theologie für die Novizen in Dominikanerklöstern in Lissabon, Batalha und Evora tätig. So ab 1538 als Philosophie-Tutor im Kloster in Lissabon, von 1540 bis 1551 als Lehrer für Theologie im Kloster in Batalha. Auch war mehrfach in den genannten Klöstern Prior. In Evora wurde er auch zum königlichen Dozenten und Prediger ernannt.
Als Autor hatte er geistliche Schriften hinterlassen, so einen  Katechismus; von denen das Stimulus Pastorum (Antrieb für den Hirten) das bekannteste ist und bis heute Gültigkeit besitzt und sogar Einfluss auf das Erste und Zweite Vatikanische Konzil hatte. Es war in zweiundzwanzig Ausgaben erschienen.

## Erzbischof von Braga
Ihm widerstrebte die Ernennung zum Erzbischof von Braga und Primas von Portugal.  Auf Wunsch der Regentin, Dona Catarina, der Witwe König  Johann III. von Portugal und Algarve und mit Wohlwollen von Papst Paul IV. wurde er jedoch überzeugt und trat im September 1559 das Amt nach einer Weihe im Dominikanerkloster in Benfica, Lissabon, an.
Er begann eine Pastoralreise durch sein Bistum, um sich um das Wohlbefinden seiner ihm unterstellten Geistlichkeit zu erkundigen und ebenso der in seinem Bistum lebenden Menschen.  Als Erzbischof war er auch als Wohltäter tätig, gründete einige Krankenhäuser und Armenhospize. Auch auf kirchlicher Ebene war er sehr engagiert, so schuf er ein Institut für Moraltheologie, das erste Priesterseminar in Portugal 1571 und gründete 1560 das Kloster Santa Cruz in Viana do Castelo. Dos Martires hatte sich eine Neuevangelisierung seines Bistums zum Ziel gesetzt, vor allem um den Glauben in der Geistlichkeit und im Volk zu stärken und zu festigen. Nach dem Konzil von Trient schuf er in seinem Bistum eine Diözesansynode 1564 und eine Provinzialkonzil 1566.

## Teilnahme am Konzil von Trient
Von 1561 bis 1563 war er einer der Teilnehmer des Konzils von Trient und drängte auf Reformen und Erneuerungen in der Kirche. Man hörte auf seinen Rat, der sehr gefragt war,  bei einigen der Prominenten wie Karl Borromäus, der ein guter Freund von dos Martires war und sogar Papst Paul IV. ließ sich von Leben und Glauben des Mannes beeindrucken, dessen Zeugnis das Konzil entscheidend mitprägte.

## Absetzung und Tod
Nach dem Tod von Kardinalkönig Heinrich I. von Portugal und Algarve und dem Kurzzeitigkönig Antonio I. von Portugal und Algarve 1580 marschierten spanische Truppen ins Land ein und okkupierten es für gut sechzig Jahre. Der prominente Erzbischof wurde abgesetzt und musste 1582 in sein eigenes, von ihm gegründetes Kloster in Viana do Castelo, Santa Cruz (Heilig Kreuz),  gehen, wo er die letzten Jahre seines Lebens verbrachte. Dort starb er am 16. Juli 1590 im Alter von sechsundsiebzig Jahren und wurde im Dominikanerkloster Santa Cruz in Viana do Castelo beigesetzt.
Kurz nach seinem Tod erhielt er durch die Bevölkerung die Ehrentitel Heiliger Erzbischof, Vater der Armen und der Kranken. Von Karl Borromäus wurde er als Vorbild eines Bischofs und eines Beispiels für christliche Tugenden bezeichnet.

## Selig- und Heiligsprechung
Der Seligsprechungsprozess wurde 1754 eingeleitet. Die Seligsprechung erfolgte am 4. November 2001 durch Papst Johannes Paul II. Die Aufnahme ins Verzeichnis der Heiligen ohne Heiligsprechungszeremonie erfolgte am 5. Juli 2019 durch Papst Franziskus. Sein Gedenktag ist der 16. Juli.

## Nachwirkung
Frei Luis de Sousa schrieb eine ausführliche Biographie über den Heiligen.
In Lissabon, Vila Nova de Famalicão, Oeiras, Gondomar, Viana do Castelo, Vila Franca de Xira und Braga sind Straßen nach ihm benannt worden, in Esposende ein Platz.
2008 wurde in Viana do  Castelo ein Denkmal für ihn errichtet von dem Künstler Manuel Rocha. Es zeigt ihn auf einem Pferd sitzend, wohl symbolisch stehend für seine häufigen Besuche im Bistum und seine regionalen Reisen. Es war anlässlich des siebten Jahrestages der Seligsprechung erstellt worden.
Seit 2017 steht in Braga auch ein Denkmal für ihn, dass von dem Künstler Henrique de Carvalho geschaffen wurde.